# Bowbeat Hill
Der Bowbeat Hill ist ein Hügel der Moorfoot Hills. Er liegt nahe dem Westrand der Hügelkette. Über seine 626 m hohe Kuppe verläuft die Grenze zwischen den schottischen Council Areas Scottish Borders im Süden und Midlothian im Norden.

## Beschreibung
Der Bowbeat Hill erhebt sich rund fünf Kilometer östlich von Eddleston und acht Kilometer nordöstlich von Peebles. Er besitzt zwei Nebenkuppen namens Bowbeat Rig (585 Meter) im Nordwesten sowie Bowbeat Knowe (564 Meter) im Westen. Die Scharte zwischen Bowbeat Hill und dem rund 700 Meter nordöstlich gelegenen Emly Bank weist eine Höhe von 33 Metern auf. Die Südflanke des Bowbeat Hills ist bewaldet.
Der Hügel ist Standort des Windparks Bowbeat, der sich bis auf den Emly Bank erstreckt. Die 24 Windkraftanlagen des Typs Nordex N60 wurden 2002 installiert. Sie weisen Höhen von 50 Metern auf. Der Radius ihrer Rotorblätter beträgt 30 Meter. Die Nennleistung der Gesamtanlage liegt bei 30,2 MW.
In die Scharte zwischen Emly Bank und Bowbeat Hill stürzte am 30. Juli 1941 ein Bomber des Typs Bristol Blenheim Mk IV, der sich auf einem Überführungsflug nach Dumfries befand. Der Pilot kam bei dem Absturz ums Leben und wurde in Dumfries bestattet.

## Umgebung
Den Bowbeat Hill umgeben der Cardon Law im Südwesten, der Totto Hill im Südosten, der Emly Bank im Nordosten und der Dundreich im Nordwesten. Der am Südhang entspringende Bowbeat Burn zählt zu den Quellbächen des über den Tweed in die Nordsee entwässernden Leithen Waters. Am Nordhang entspringt hingegen ein Quellbach des nach Norden abfließenden South Esk, der vor den Moorfoot Hills zum Gladhouse Reservoir aufgestaut ist.